# Sainte-Anne (Guadalupe)

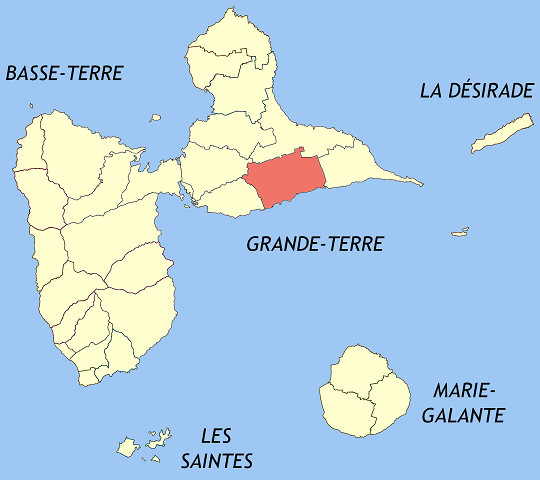
Ubicació de Sainte-Anne dins de la Guadalupe

Sainte-Anne  és un municipi francès, situat a Guadalupe, una regió i departament d'ultramar de França situat a les Petites Antilles. L'any 2006 tenia 23.073 habitants. Limita al nord-est amb Le Moule, a l'oest amb Le Gosier i a l'est amb Saint-François. Forma part de l'aglomeració de Pointe-à-Pitre.

## Demografia
| 20.385                                     | 23.073 |
| Des de 1962: població sense dobles comptes |        |

## Administració
| Període | Identitat   | Partit |
| ------- | ----------- | ------ |
| 2008-   | Blaise Aldo | UMP    |

## Personatges vinculats al municipi
- Corinne Coman
- William Gallas
- Louis Saha
- Marius Trésor
- Jacques Fred Petrus
- Matt Houston